# سارة كوجنوك
سارة كوجنوك غونزاليس ناشطة مناخية ومستشارة مستقلة في إدارة الموارد الطبيعية من كوستاريكا.

## حياتها المبكرة وتعليمها
عاشت كوجناك في بدايات حياتها في بيناس بلانكاس، الأرجنتين وتعيش حاليًا في إسبارثا. وقد تخرجت في جامعة كوستاريكا.

## نشاطها
بدأت نشاطها عندما كانت في الخامسة عشرة من عمرها. بدأت أحد أنشطتها عندما انضمت إلى المجلس الوطني للشباب في كوستاريكا والذي كان جزءًا من حركة لتضمين العمل المناخي في السياسة العامة للشباب 2020-2024. كانت كوجنوك أيضًا منسقًا للمؤتمر المحلي للشباب (LCOY) وهو حدث يسبق مؤتمر الأطراف 25 وجزءًا من دائرة الشباب لاتفاقية الأمم المتحدة الإطارية بشأن التغير المناخي التي انضم إليها 70 شابًا. وهي أيضًا أحد ممثلي الشباب في إعلان الأطفال والشباب والعمل المناخي التابع لليونيسف.
وهي أحد «مؤسسي شبكة الشباب وتغير المناخ في كوستاريكا». وكانت ممثلة الشباب عن كوستاريكا في «الجمعية الوطنية للشباب». كما كانت عضوًا في مجلس إدارة «مجلس الشباب». قادت جهود العمل البيئي والمناخي.

## وصلات خارجية
- سارة كوجنوك - تويتر
- سارة كوجنوك - على إنستغرام
- سارة كوجنوك - على لينكد إن